# Hector (rivière)
Pour les articles homonymes, voir Hector.
La rivière Hector  (anglais : Hector River) est un cours d’eau du sud de l’Île du Nord de la Nouvelle-Zélande, dans la région de Wellington et un affluent de la rivière Waiohine.

## Géographie
Elle prend naissance sur les pentes nord du mont Hector (en) dans la chaîne de Tararua, s’écoulant vers l’est à travers le parc Forestier de Tararua (en) avant de rejoindre le cours supérieur de la rivière Waiohine.